# Christian Tabash
Christian Tabash (* 14. Mai 1999 in Washington, D.C.) ist ein Ruderer aus den Vereinigten Staaten. Er war 2024 Olympiadritter im Achter.

## Sportliche Karriere
Tabash graduierte 2022 an der Harvard University, für deren Team er auch ruderte.
Tabash wurde bei den Junioren-Weltmeisterschaften 2016 in Rotterdam Vierter im Zweier ohne Steuermann. Im Jahr darauf gewann er bei den Juniorenweltmeisterschaften 2017 in Trakai die Silbermedaille im Achter. Bei den U23-Weltmeisterschaften 2021 erruderte er die Bronzemedaille im Vierer mit Steuermann.
2024 gehörte er erstmals zum US-Achter in der Erwachsenenklasse. Am 21. Mai 2024 gewann der US-Achter in Luzern die Qualifikationsregatta der letzten Chance. In Luzern bestand die Besatzung aus Henry Hollingsworth, Nicholas Rusher, Christian Tabash, Clark Dean, Christopher Carlson, Peter Chatain, Evan Olson, Pieter Quinton und Steuermann Rielly Milne. In dieser Besetzung trat der Achter auch bei den Olympischen Spielen in Paris an. Dort siegte der britische Achter vor den Niederländern, 1,36 Sekunden dahinter überquerte das Boot aus den Vereinigten Staaten die Ziellinie. Die viertplatzierten Deutschen kamen viereinhalb Sekunden später ins Ziel.